# 멋쟁이사자처럼
멋쟁이사자처럼은 2013년 프로그래머 이두희가 설립한 프로그래밍 교육 단체이다. 궁극적 목표는 컴퓨터과학 비전공자들도 프로그래밍 기초 지식을 배워 자신만의 웹서비스를 만들어 이를 통해 꿈을 실현할 수 있도록 하는 것이다. 이두희는 “개발자들과 십여 년 동안 지내면서, 이제는 기술적 장벽 때문에 자신의 뜻을 펼치지 못하는 비전공자들을 도와주고 싶었다.”라며, “이들에게 프로그래밍을 교육시켜 작은 서비스를 여럿 내놓을 것이다."라고 설립 취지를 밝혔다. 일주일에 세번 정기교육이 실시되고 그 밖에도 자율적인 만남을 통해 프로그래밍을 위한 개별 논의가 이뤄진다. 2016년 현재 전국의 국내 대학교 및 미국, 호주, 일본 등 세계 대학에서 1000명을 모집하며, 4기 스폰서로 구글코리아, 아마존 웹서비스가 스폰서로 나서 비용 전액을 부담하고 있다. 무료 오프라인 수업 외에 8주 과정으로 진행되는‘코드스터디’라는 온라인 강좌도 있다.
2020년 이후 멋쟁이사자처럼은 단순한 대학 연합 코딩 교육에서 벗어나, 실무형 인재 양성 중심의 IT 교육 브랜드로 포지셔닝을 전환했다. “POSSIBILITY TO REALITY”라는 슬로건 아래, 전국 단위의 실무형 부트캠프를 운영하며, 대학생은 물론 비전공 취업 준비생, 직무 전환 희망자까지 포괄하는 교육 생태계를 구축하고 있다. 특히 ‘내일배움카드’ 기반 국비 지원 교육 전액 무료 교육 프로그램을 운영하고 있다.
멋쟁이사자처럼 부트캠프는 취업 준비생과 이직 희망자를 대상으로 프론트엔드, 파이썬(Python), 백엔드(Java), 앱 개발: Andrioid, 앱 개발 창업, 유니티(Unity 게임 개발), 클라우드 엔지니어링, 데이터 분석, UX/UI 디자인, 그로스 마케팅 부트캠프 등 다양한 커리큘럼을 제공하고 있다.
2025년 4월, ‘멋사 대학 13기’가 출범하면서 AI 리터러시 기반 교육을 중심으로 운영되었고, 하반기에는 취업·창업 트랙이 새롭게 도입될 예정이다. 기존의 대학 동아리 모델과는 달리, 멋사 대학은 취·창업에 실질적인 도움을 받을 수 있는 구조화된 프로그램으로 점차 자리 잡고 있으며, 수료생과의 네트워킹 기회 또한 활발하게 제공되고 있다.
수료생들은 Slack 커뮤니티와 오프라인 밋업을 통해 지속적으로 피어 러닝과 커리어 교류를 이어가고 있으며, 우수 수료생은 멋사 인턴십 대상자로 선발되어 실제 기업 현장에서 실무 경험을 쌓고 있다.
2025년에는 멋쟁이사자처럼의 외부 협력과 커뮤니티 기반 활동이 더욱 활발하게 전개되었다. 먼저, 5월 21일에는 잡코리아와의 전략적 업무협약(MOU)을 체결하여, 베트남 현지 교육 거점을 통해 글로벌 인재를 양성하고 국내 IT 기업과의 채용 연계 체계를 강화하겠다는 계획을 발표했다. 이 협약을 통해 멋사 교육 시스템에 AXP 기반 맞춤형 데이터 분석을 적용하고, 커리어 매칭 서비스를 고도화할 방침이다[1].
5월 19일부터 20일까지는 서경대학교와 경북대학교에서 기말고사를 응원하는 ‘캠퍼스 커피차 이벤트’가 진행되었다. 이틀간 약 1,000명 이상의 학생이 참여하며 높은 호응을 얻었고, 해당 이벤트는 멋사 대학 13기의 오프라인 커뮤니티 운영의 일환으로 기획되었으며, 단순 교육을 넘어 학습자 경험을 확대하고 멋사 브랜드 인지도를 확장하는 시도로 주목받았다[2].
이처럼 2025년은 단순 교육을 넘어, 브랜드 인지도 제고, 커뮤니티 기반 활동, 글로벌 진출 기반 마련 등에서 의미 있는 전환점이 되는 시기라 평가된다. 이와 동시에 수료생 중심의 콘텐츠(인터뷰, 프로젝트 공개 등)를 통해 후속 세대에게 실질적인 커리어 레퍼런스와 롤모델 사례를 제공하는 구조가 점차 고도화되고 있다.

## 선발 대학
2020년 기준 48개의 학교에서 교육 활동이 진행되고 있다.

## 활동
온라인 강의와 오프라인 활동을 통한 체계적인 프로그래밍 교육을 제공한다. 자체 개발된 온라인 강의 플랫폼 '클래스라이언' 을 통해 강의를 듣고 과제를 수행한다.
- 최신 기술 스택 및 툴 활용 (HTML/CSS, Javascript, Angular JS, ROR, AWS, GITHUB, SLACK, TRELLO)
- 오프라인 교육 및 네트워킹 (학교/팀별 오프라인 그룹 스터디, 서비스 개발 팀 구성, 오프라인 세미나)
- 해커톤을 통한 아이디어 개발/서비스 구현
- 자체제작 플랫폼을 통한 개별 학생 관리 (온라인 강의 수강, 과제 피드백 및 퀴즈 진행, 질의응답)